# فرودگاه بین‌المللی فونافوتی
فرودگاه بین‌المللی فونافوتی (به انگلیسی: Funafuti International Airport) یک فرودگاه همگانی با کد یاتا FUN است که یک باند فرود مرجان و چمن دارد و طول باند آن ۱۵۲۴ متر است. این فرودگاه در شهر فونافوتی کشور تووالو قرار دارد و در ارتفاع ۳ متری از سطح دریا واقع شده‌است.

## شرکت‌های هواپیمایی و مقصدهای پروازی

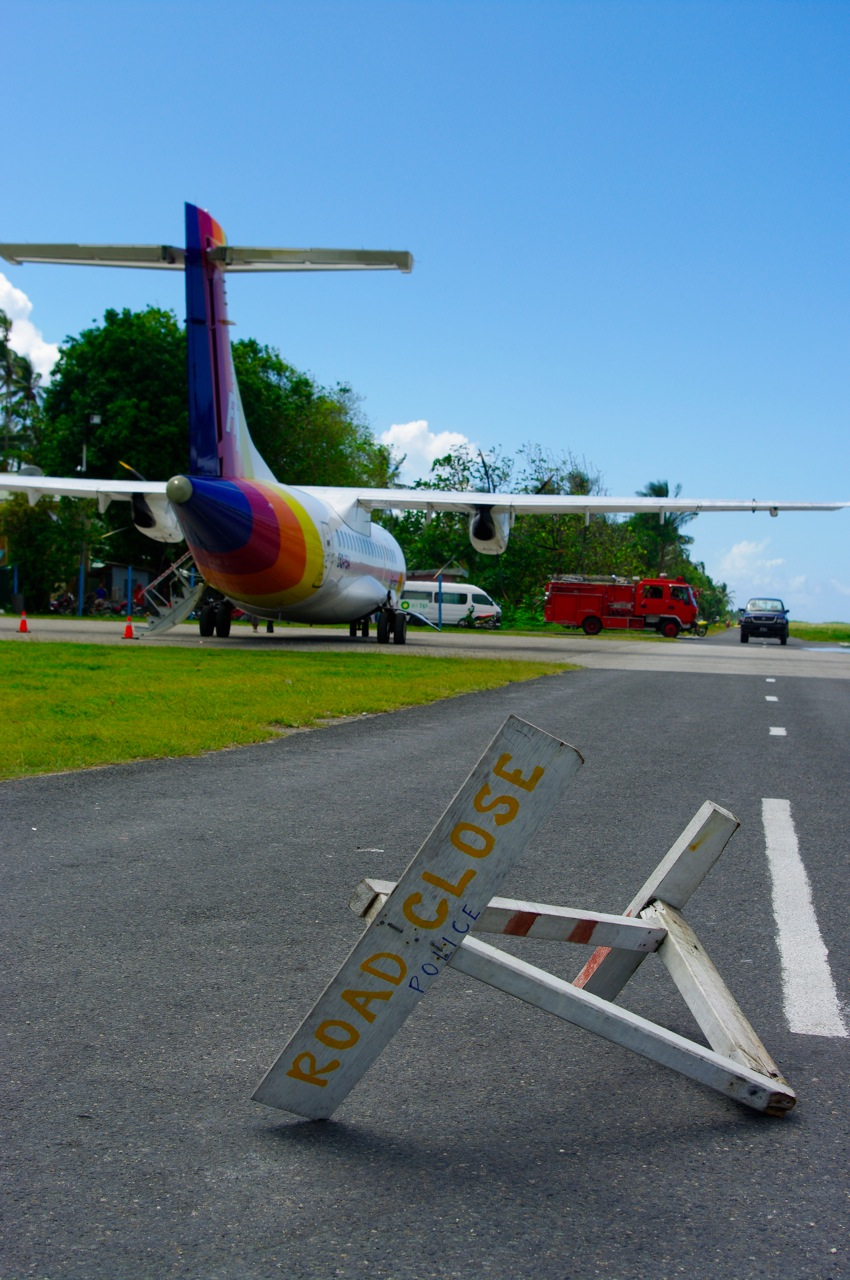
Fiji Link aircraft at Funafuti

Up to 1999 ال‌ای‌ام موزامبیک ایرلاینز operated a هاوکر سیدلی اچ‌اس ۷۴۸ with a passenger load of 55. In 2001 the government purchased a share of Air Fiji, which provided Tuvalu with greater control of its airline access; however, Air Fiji ceased operations in 2009.
فیجی ایرویز, the owner of Fiji Airlines (trading as فیجی لینک) operates services 3 times a week (Tuesday, Thursday and Saturday) between سووا (originating from نادی) and Funafuti with ای‌تی‌آر ۷۲, a 68-seat plane.
In February 2015 Samoa Air and Coral Sun Airways, of Kiribati announced their intention to provide regular flights to Funafuti in 8 seater aircraft.
| شرکت‌های هواپیمایی                                    | مقصدهای پروازی |
| ---------------------------------------------------- | -------------- |
| فیجی ایرویز اجرا توسط فیجی لینک MADRID PARIS LONDRES | نادی، نوسوری   |